# Mitsuharu Kaneko
Pour les articles homonymes, voir Kaneko (homonymie).
Mitsuharu Kaneko (金子 光晴), né le 25 décembre 1895 à Tsushima et mort le 30 juin 1975, est un peintre et poète antimilitariste japonais.

## Biographie
Kaneko Mitsuharu naît en 1895 à Tsushima dans la préfecture d'Aichi, fils du propriétaire d'un magasin d'alcool du nom d'Ōga Yasukazu (大鹿 安和). Son père dont l'entreprise n'est pas florissante le donne pour adoption à la famille aisée Kaneko de Nagoya alors qu'il a deux ans. Kaneko Sōtarō, le père adoptif est le fils d'un fermer pensionné d'Edo, qui lui a confié les rênes de l'entreprise de construction Shimizu-gumi et qui est un homme de la vieille école (通人, tsūjin). La famille déménage à Kyoto en 1901 et à Tokyo 5 ans plus tard. À partir de 1908 Mitsuharu fréquente l'école de la mission française Gyosei Gakuin dont la sévérité ne lui convient pas. À la fin de 1914, il fréquente brièvement l'école préparatoire à l'Université Waseda.
Dès l'âge de 6 ans il reçoit de Hyakkei (百圭) des leçons sur le style classique tsuketate-hō. À 11 ans (1906) il est élève de Kobayashi Kiyochika (小林 清親; 1847-1915). Après avoir terminé l'école préparatoire, il fréquente le département de peinture de style japonais (nihonga) de l'Université des arts de Tokyo. Il n'est cependant diplômé d'aucune grande école.

### Premier voyage en Europe
Sous le titre Akatsuchi no Ie (« La maison d'argile rouge ») paraît en 1919 le premier recueil de poèmes de Kaneko qu'il édite lui-même. En février de cette année-là, il quitte Kobe à bord du Sado Maru en direction de l'Europe en compagnie de Kōjirō Suzuki, antiquaire et ami de la famille. Suzuki se rend compte au cours de la traversée que son compagnon n'est pas doué en tant que marchand mais devrait étudier l'art. Pour ce faire, il le présente en mai au collectionneur d'art belge Ivan Lepage (1883-1947). Lepage introduit Kaneko à l'art européen et lui facilite les contacts. Kaneko devient un ami de la famille et demeure à l'époque dans une maison d'hôtes à proximité de leur résidence à Diegem près de Bruxelles. Il dessine et peint des aquarelles en même temps qu'il lit les œuvres de Baudelaire et Émile Verhaeren. En novembre 1920, il visite Paris pendant deux semaines puis descend à Marseille d'où il retourne au Japon en décembre.
À son retour, il publie Koganemushi (こがね蟲), « Un scarabée ») en juillet 1923. Peu après, il fait la connaissance de Michiyo Mori (1905–1977), qu'il épouse en juillet 1924 après l'avoir mise enceinte. La relation est turbulente mais aussi « ouverte ».

### Deuxième voyage en Europe
Entre autres raisons pour éloigner sa femme de ses amants, Kaneko entreprend en septembre 1928 son deuxième voyage en Europe, ce qui amène les deux à Paris en janvier 1930 après plusieurs étapes en Asie. Le couple est toujours à court d'argent de sorte que Michiyo prend un emploi dans une société japonaise à Anvers. Dans un premier temps Mitsuharu reste à Paris puis se rend à Bruxelles en janvier 1931 où il renouvelle son amitié avec la famille Lepage et commence à peindre, principalement des aquarelles. Le 9 mars 1931 le couple se sépare par consentement mutuel au consulat d'Anvers mais dès l'automne ils vivent de nouveau ensemble à Bruxelles. Lepage aide Kaneko à exposer ses toiles, dont la famille conserve quelques-unes qui ne seront pas vendues. L'inspiration poétique n'est pas au rendez-vous à cette époque.

### Après 1932
Après son retour au Japon en 1932, Kaneko écrit des poèmes symbolistes qui critiquent l'impérialisme militariste japonais. Pendant la guerre, il ne publie rien, puis se tourne vers le réalisme.
D'octobre 1937 à début 1938, il voyage avec Michiyo dans la partie nord de la Chine occupée par les Japonais.
Kaneko épouse de nouveau Michiyo en 1953, sans avoir eu d'autres relations. Cette même année, il reçoit le prix Yomiuri de littérature dans la catégorie poésie. Il meurt en 1975, juste avant que tous les volumes de ses œuvres complètes ne soient publiés.

### Famille
Son épouse Michiyo est aussi poétesse et spécialiste de littérature classique dont elle adapte plusieurs œuvres, entre autres le Tosa nikki, en japonais moderne. Elle a avec lui un fils qui porte le nom de sa mère, Mori Ken (* mars 1925).

## Œuvres
Poésie
- Kohro (« Le Censeur »), édition privée, Tokyo, 1916
- Sekido no ie (« La maison d'argile rouge »), édition privée, Tokyo, 1919
- Koganemushi (« Scarabée japonais »), Shinchosha, Tokyo, 1923
- Dai-furan shoh (« Ode à la grande putréfaction »), non publié, 1923
- Mizu no ruroh (« Promenades sur l'eau »), Shinchosha, Tokyo, 1926
- Fuka shizumu (« Le requin chante »), coécrit avec Mori Michiyo, Shinchosha, Tokyo, 1927
- Same (« Requins »), Jinminsha, Tokyo, 1937
- Rakkasan (« Parachute »), Nihon mirai-ha hakkosho, Tokyo, 1948
- Ga (« Papillon de nuit »), Hokutoshoin, Tokyo, 1948
- Onna-tachi e no eregii (« Élégies aux femmes »), Sogensha, Tokyo, 1949
- Oni no ko no uta (« Chansons d'un enfant du diable »), Jyuhjiya Shoten, Tokyo, 1949
- Ningen no higeki (« Tragédie humaine »), Sogensha, Tokyo, 1952
- Hijoh (« Sans pitié »), Shinchosha, Tokyo, 1955
  - Poèmes choisis (5 volumes), Shoshi Yuriika/Shoushinsha, Tokyo, 1960–1971
- He no yoh na uta (« Chansons comme un pet »), Schichosha, Tokyo, 1962
- IL, Keisoshobo, Tokyo, 1965
- Wakaba no uta (« Chansons de jeunes feuilles »), Keisoshobo, Tokyo, 1967
- Poèmes complets, Chikumashobo, Tokyo, 1967
- Aijyo 69 (« Amour 69 »), Chikumashobo, Tokyo, 1968
- Hana to akibin (« Fleurs et bouteilles vides »), Seigashobo, Tokyo, 1973

Essais
- Marei Ran’in Kikoh (« Carnet de route malais et des Indes néerlandaises »), 1940
- Shijin (Poète), Heibonsha, Tokyo, 1957, autobiographie
- Dokuro-hai (« Coupe de crâne »), Chuoh kohron sha, Tokyo, 1971
- Nemure pari (« Va dormir, Paris »), Chuo kohron sha, Tokyo, 1973
- Nishi higashi (« Orient et Occident »), Chuoh kohron sha, Tokyo, 1974

## Source de la traduction
- (de) Cet article est partiellement ou en totalité issu de l’article de Wikipédia en allemand intitulé « Kaneko Mitsuharu » (voir la liste des auteurs).
- Notices d'autorité :   - VIAF
  - ISNI
  - BnF (données)
  - IdRef
  - LCCN
  - GND
  - Japon
  - CiNii
  - Pays-Bas
  - Pologne
  - Israël
  - Australie
  - Norvège
  - Corée du Sud
  - WorldCat